# Peter Remark
Peter Remark (* 28. Februar 1881 in Überherrn; † 20. Oktober 1969 in Owingen) war ein deutscher Lehrer und Kommunalpolitiker.

## Werdegang
Remark studierte vor 1911 in München und Bonn. Er war seit 1906 Mitglied der katholischen Studentenverbindung KDStV Bavaria Berlin und wurde später noch Mitglied der KDStV Novesia Bonn und AV Cheruskia Tübingen im CV. Er schloss das Studium mit der Promotion zum Dr. phil. ab. Remark arbeitete von 1911 bis 1917 als Studienrat in Hechingen und danach bis 1933 in Kempten am Rhein. In Kempten war er Vorsitzender der Deutschen Zentrumspartei. Nach der Machtergreifung der Nationalsozialisten wurde er aus politischen Gründen nach Jülich versetzt. 1943 erfolgte die Versetzung in den Ruhestand und er zog nach Owingen.
Am 3. Juni 1945 wurde er als Landrat des Landkreises Hechingen eingesetzt. Er blieb bis zum 23. August 1946 im Amt.